# Megalagrion jugorum
Megalagrion jugorum (лат.) — вид стрекоз из семейства стрелок (Coenagrionidae), обитавший на островах Ланаи и Мауи в Гавайском архипелаге на высоте более 1000 м над уровнем моря. Описан английским энтомологом Робертом Перкинсом в 1899 году. В настоящее время считается полностью вымершим (Исчезнувший вид по классификации МСОП), поскольку последний раз эти стрекозы были обнаружены в 1917 году.

## Описание
Лицо у самцов красное или желтоватое, у самок основание наличиника и верхняя губа затемнённые. Теменные пятна красные или жёлтые. Длина задних крыльев 23 мм, размах крыльев от 60 до 65 мм. Птеростигма ярко-красная. Между четырёхугольником и узелком располагаются четыре или пять ячеек. Длина брюшка от 40 до 47 мм. У самцов четыре первых и три последних сегмента брюшка красные. У самок первые три или пять сегментов красные с чёрной каймой по заднему краю. Сегменты с пятого по седьмой чёрные.
Наиболее близким видом является Megalagrion nesiotes.